# Erioptera tordi
Erioptera tordi är en tvåvingeart som beskrevs av Bo Tjeder 1973. Erioptera tordi ingår i släktet Erioptera och familjen småharkrankar. Arten är reproducerande i Sverige. Inga underarter finns listade i Catalogue of Life.